# Ack, ren i unga åren
Ack, ren i unga åren är en kristen psalm. Texten är skriven av Elieser Gottlieb Küster och översatt till svenska av Johan Åström.

## Publicerad i
- 1819 års psalmbok, som nummer 346 under rubriken "Kristligt sinne och förhållande".
- Den svenska psalmboken 1937, som nummer VI under rubriken "Psalmer, att läsas vid enskild andakt".